# Miconia dependens
 (septembre 2024).
La mise en forme du texte ne suit pas les recommandations de Wikipédia : il faut le « wikifier ».
Les points d'amélioration suivants sont les cas les plus fréquents :
- Les titres sont pré-formatés par le logiciel. Ils ne sont ni en capitales, ni en gras.
- Le texte ne doit pas être écrit en capitales (les noms de famille non plus), ni en gras, ni en italique, ni en « petit »…
- Le gras n'est utilisé que pour surligner le titre de l'article dans l'introduction, une seule fois.
- L'italique est rarement utilisé : mots en langue étrangère, titres d'œuvres, noms de bateaux, etc.
- Les citations ne sont pas en italique mais en corps de texte normal. Elles sont entourées par des guillemets français : « et ».
- Les listes à puces sont à éviter, des paragraphes rédigés étant largement préférés. Les tableaux sont à réserver à la présentation de données structurées (résultats, etc.).
- Les appels de note de bas de page (petits chiffres en exposant, introduits par l'outil «  Source ») sont à placer entre la fin de phrase et le point final[comme ça].
- Les liens internes (vers d'autres articles de Wikipédia) sont à choisir avec parcimonie. Créez des liens vers des articles approfondissant le sujet. Les termes génériques sans rapport avec le sujet sont à éviter, ainsi que les répétitions de liens vers un même terme.
- Les liens externes sont à placer uniquement dans une section « Liens externes », à la fin de l'article. Ces liens sont à choisir avec parcimonie suivant les règles définies. Si un lien sert de source à l'article, son insertion dans le texte est à faire par les notes de bas de page.
- La présentation des références doit suivre les conventions bibliographiques. Il est recommandé d'utiliser les modèles {{Ouvrage}}, {{Chapitre}}, {{Article}}, {{Lien web}} et/ou {{Bibliographie}}. Le mode d'édition visuel peut mettre en forme automatiquement les références.
- Insérer une infobox (cadre d'informations à droite) n'est pas obligatoire pour parachever la mise en page.

Pour une aide détaillée, merci de consulter Aide:Wikification.
Si vous pensez que ces points ont été résolus, vous pouvez retirer ce bandeau et améliorer la mise en forme d'un autre article.
Espèce
Synonymes
Selon Tropicos (21 septembre 2024)
- Clidemia capitellata (Bonpl.) D. Don
- Clidemia capitellata var. dependens (Pav. ex D. Don) J.F. Macbr.
- Clidemia capitellata var. neglecta (D. Don) L.O. Williams
- Clidemia dependens Pav. ex D. Don - Basionyme
- Clidemia longisetosa Hoehne
- Clidemia neglecta D. Don
- Clidemia spicata (Aubl.) DC.
- Clidemia subspicata Beurl.
- Maieta dependens (Pav. ex D. Don) Baill.
- Maieta spicata (Aubl.) M. Gómez
- Melastoma capitellatum Bonpl.
- Melastoma dependens Pav. ex D. Don
- Melastoma spicatum Aubl.
- Staphidium bracteosum Naudin
- Staphidium confertiflorum Naudin
- Staphidium spicatum (Aubl.) Naudin

Selon GBIF (21 septembre 2024)
- Clidemia capitellata (Bonpl.) D.Don
- Clidemia capitellata var. capitellata
- Clidemia capitellata var. dependens (D.Don) J.F.Macbr.
- Clidemia capitellata var. levelii Wurdack
- Clidemia capitellata var. neglecta (D.Don) L.O.Williams
- Clidemia dependens Pav.
- Clidemia dependens Pav. ex D.Don - Basionyme
- Clidemia kuhlmannii Hoehne
- Clidemia longisetosa Hoehne
- Clidemia neglecta D.Don
- Clidemia neglecta var. angustifolia Cogn.
- Clidemia neglecta var. squarrosa Kuntze
- Clidemia spicata (Aubl.) C.DC.
- Clidemia subspicata Beurl.
- Maieta dependens (Pav. ex D.Don) Baill.
- Maieta spicata (Aubl.) M.Gómez
- Melastoma capitellata Kunth
- Melastoma capitellatum Bonpl.
- Melastoma capitellatum var. neglecta (D.Don) L.O.Williams
- Melastoma dependens Pav.
- Melastoma dependens Pav. ex D.Don
- Melastoma spicatum Aubl.
- Staphidium bracteosum Naudin
- Staphidium confertiflorum Naudin

Miconia dependens est une espèce de plantes à fleurs de la famille des Melastomataceae. C'est un arbuste trouvé en Amérique.
Il est connu au Suriname sous les noms de Jafu jafu, Kodji tada (Saramaka), et en Guyane comme Hotua bana (Arawak).

## Description
Miconia dependens est un arbuste haut jusqu'à 2 m.
Miconia dependens se distingue par les branches et l'axe des inflorescences densément sétosés avec des poils églandulaires longs de 2-5(-8) mm. Les poils de la surface inférieure des feuilles sont pour la plupart longs de 2-4 mm.

En 1953, Lemée en propose la description suivante de Miconia dependens :

« C. dependens D. Don (C. spicata Dec. non Don, Melastoma s. Aubl.). Arbrisseau ou sous-arbrisseau à tiges, pétioles, inflorescences et calices densément couverts de longs poils, entremêlés de poils étoilés ; feuilles de 0,05-0,14 sur 0,03-0,07, ovales-oblongues acuminées, à base arrondie, couvertes en dessus de poils renflés à la base, tomenteuses en dessous avec poils étoilés, ciliées sur les bords, 5-nervées ; fleurs en petits groupes sur axe allongé et simulant des épis interrompus longs de 0,03-0 ,08, à calice campanulé avec segments de 1 mm. et dents extérieures de presque 2 mm. poilues-hérissées, pétales de 4-5 mm . - Maroni (Camp Godebert) ; herbier Lemée : Cayenne, Maroni ; l'un des exemplaires est roussâtre sur toutes, ses parties. »

— Albert Lemée, 1953.

## Répartition
Miconia dependens est présent en allant du sud du Mexique, en passant par l'Amérique centrale, jusqu'au sud-est du Brésil, en passant par le Venezuela (y compris les Antilles vénézuéliennes), le Guyana, le Suriname, et la Guyane.

## Écologie
Miconia dependens pousse au Venezuela dans les forêts sempervirentes de plaine à montagnardes, à 100-1 200 m d'altitude, et dans les Guyanes dans les lisières de forêts pluviales et zones perturbées, principalement à basse altitude.

## Protologue

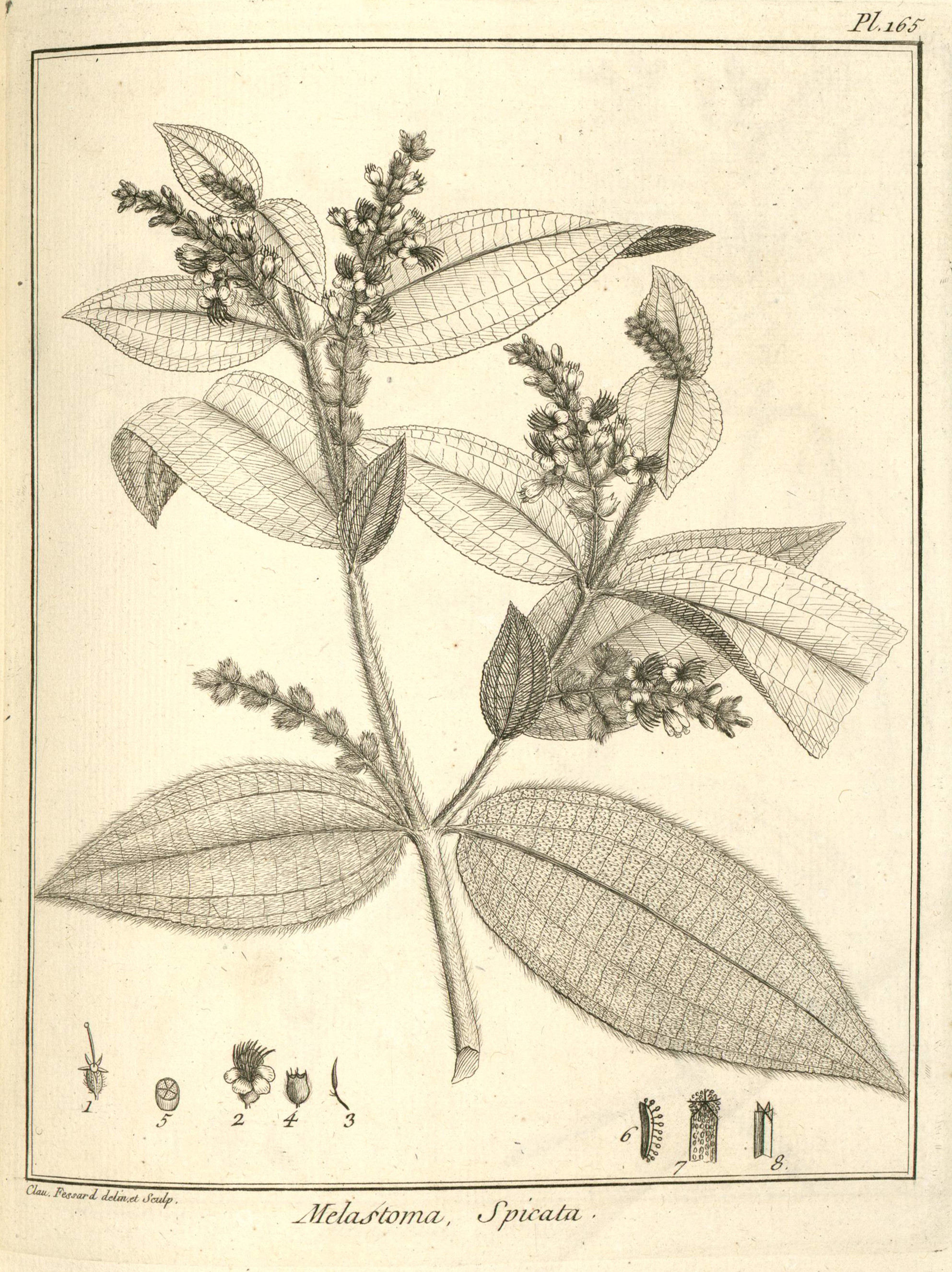
Miconia dependens par Aublet (1775) 1. Calice. Diſque. Style. Stigmate. - 2. Fleur épanouie. - 3. Étamine. - 4. Baie. - 5. Baie couple en travers. - 6. Placenta d'une loge groſſi. - 7. Colonne du milieu de la baie, à cinq angles qui aident a former les loges. Semences. - 8. Pivot du milieu de la baie à cinq angles.

En 1775, le botaniste Aublet a décrit Miconia dependens et en a proposé le protologue suivant : 

« 13. MELASTOMA (ſpicata) foliis ovato-oblongis, acuminatis, piloſis, floribus carneis, ſpicatis. (Tabula 165.)
Frutex caules plures ramoſos, rectos, villoſos, obtusè-tetragonos, tri aut quadri-pedales, è radice emittens. Folia oppoſita, ovata, acuta, ſubſerrata, utrinque pilis longis, ferrugineis obſita, quinquenervia, ſubſeſſilia. Flores ſpicati, ſpicis alternatim axillaribus & terminalibus. Corolla incarnata. STAMINA decem, ſubæqualia, versùs unum latus declinata. Pericarpium: bacca villoſa, ovata, ferruginea, calici adnata, & ipſius denticulis coronata, quinque-locularis. 
Florebat Junio.
Habitat in pratis prædii domini du Chaſſis, eundo ad Courou.

LE MéLASTOME à épi. (PLANCHE 165.)
Cet arbrisseau pouſſe pluſieurs tiges rameuſes, hériſſées de poils, qui s'élèvent de trois à quatre pieds. 
Ses feuilles ſont ovales, terminées en pointe, légèrement dentelées à leurs bords, ridées & couvertes de poils rouſſâtres en deſſus, & en deſſous marquées de cinq nervures longitudinales, entre leſquelles il, en a pluſieurs tranſverſales ; leur longueur eſt d'environ cinq pouces, ſur deux de largeur ; leur pédicule eſt très court ; elles ſont oppoſées & diſpoſées en croix : de leurs aiſſelles, & de l'extrémité des rameaux, naiſſent des épis de fleurs, chargées de poils rouſſâtres. 
La fleur eſt de couleur de chair ; ſon calice eſt en forme de coupe, diviſé en ſon limbe en cinq petites portions grêles & aiguës. 
Les pétales ſont cinq, ovales, attachées par un onglet, entre les diviſions du calice. 
Les étamines ſont au nombre de dix, rangées ſur un diſque au deſſous de l'inſertion des pétales. Les filets ſont grêles, rouges. Les anthères ſont fourchues à leur extrémité inférieure, par laquelle elles ſont articulées avec les filets ; elles ont deux bourſes qui chacune s'ouvrent en deux valves. 
Le piſtil eſt un ovaire arrondi, ſurmonté d'un style, terminé par un STIGMATE obtus.
L'ovaire devient une baie velue, rouſſâtre, ſucculente, à cinq loges remplies de menues semences ; elle eſt bonne à manger.
J'ai trouvé cet arbriſſeau au bord d'un ruiſſeau qui traverſe une ſavane dépendante de l'habitation de M. du Chaſſis, ſur le rivage qui conduit à Courou. Il étoit en fleur & en fruit au mois de Juin. »

— Fusée-Aublet, 1775.